# Song Hai-rim
Song Hai-Rim född den 12 januari 1985 i Sydkorea, är en sydkoreansk handbollsspelare.
Hon tog OS-brons i damernas turnering i samband med de olympiska handbollstävlingarna 2008 i Peking.